# Euophrys concolorata
Euophrys concolorata es una especie de araña saltarina del género Euophrys, familia Salticidae. Fue descrita científicamente por Roewer en 1951.
Habita en Pakistán.